# Lista över fornlämningar i Gotlands kommun (Västerhejde)
Lista över fornlämningar i Gotlands kommun (Västerhejde) är en förteckning av ett urval av de fornlämningar som finns i Västerhejde i Gotlands kommun.
| Namn              | Lämningstyp                      | Tillkomsttid | Historisk indelning  | Plats | Läge                 | ID-nr          | Bild                                      |
| ----------------- | -------------------------------- | ------------ | -------------------- | ----- | -------------------- | -------------- | ----------------------------------------- |
| Västerhejde 1:1   | Husgrund, förhistorisk/medeltida |              | Västerhejde, Gotland |       | 57.584431, 18.270078 | 10098000010001 | Ladda upp en bild av detta fornminne      |
| Västerhejde 1:2   | Husgrund, förhistorisk/medeltida |              | Västerhejde, Gotland |       | 57.584723, 18.270195 | 10098000010002 | Ladda upp en bild av detta fornminne      |
| Västerhejde 1:4   | Husgrund, förhistorisk/medeltida |              | Västerhejde, Gotland |       | 57.584131, 18.269168 | 10098000010004 | Ladda upp en bild av detta fornminne      |
| Västerhejde 2:1   | Gravfält                         |              | Västerhejde, Gotland |       | 57.582685, 18.291107 | 10098000020001 | Ladda upp en bild av detta fornminne      |
| Västerhejde 3:1   | Gravfält                         |              | Västerhejde, Gotland |       | 57.585117, 18.265614 | 10098000030001 | Ladda upp en bild av detta fornminne      |
| Västerhejde 5:1   | Stenkrets                        |              | Västerhejde, Gotland |       | 57.591481, 18.277621 | 10098000050001 | Ladda upp en bild av detta fornminne      |
| Västerhejde 6:1   | Husgrund, förhistorisk/medeltida |              | Västerhejde, Gotland |       | 57.578701, 18.239343 | 10098000060001 | Ladda upp en bild av detta fornminne      |
| Västerhejde 6:2   | Husgrund, förhistorisk/medeltida |              | Västerhejde, Gotland |       | 57.578606, 18.239757 | 10098000060002 | Ladda upp en bild av detta fornminne      |
| Västerhejde 7:1   | Husgrund, förhistorisk/medeltida |              | Västerhejde, Gotland |       | 57.575740, 18.236636 | 10098000070001 | Ladda upp en bild av detta fornminne      |
| Västerhejde 8:1   | Bildristning                     |              | Västerhejde, Gotland |       | 57.573769, 18.212505 | 10098000080001 | Ladda upp en bild av detta fornminne      |
| Västerhejde 9:1   | Hällristning                     |              | Västerhejde, Gotland |       | 57.577519, 18.206325 | 11100000001168 | Ladda upp en bild av detta fornminne      |
| Västerhejde 9:2   | Hällristning                     |              | Västerhejde, Gotland |       | 57.577819, 18.206116 | 11100000001169 | Ladda upp en bild av detta fornminne      |
| Västerhejde 11:1  | Stensättning                     |              | Västerhejde, Gotland |       | 57.598455, 18.258327 | 10098000110001 | Ladda upp en bild av detta fornminne      |
| Västerhejde 12:1  | Gravfält                         |              | Västerhejde, Gotland |       | 57.581413, 18.274915 | 10098000120001 | Ladda upp en bild av detta fornminne      |
| Västerhejde 13:1  | Husgrund, förhistorisk/medeltida |              | Västerhejde, Gotland |       | 57.587781, 18.260975 | 10098000130001 | Ladda upp en bild av detta fornminne      |
| Västerhejde 14:1  | Röse                             |              | Västerhejde, Gotland |       | 57.611178, 18.246123 | 10098000140001 | Ladda upp en bild av detta fornminne      |
| Västerhejde 15:1  | Röse                             |              | Västerhejde, Gotland |       | 57.611495, 18.246686 | 10098000150001 | Ladda upp en bild av detta fornminne      |
| Västerhejde 16:1  | Röse                             |              | Västerhejde, Gotland |       | 57.609130, 18.245433 | 10098000160001 | Ladda upp en bild av detta fornminne      |
| Västerhejde 17:1  | Röse                             |              | Västerhejde, Gotland |       | 57.609680, 18.245146 | 10098000170001 | Ladda upp en bild av detta fornminne      |
| Västerhejde 17:2  | Röse                             |              | Västerhejde, Gotland |       | 57.609314, 18.244561 | 10098000170002 | Ladda upp en bild av detta fornminne      |
| Västerhejde 19:1  | Stensättning                     |              | Västerhejde, Gotland |       | 57.576690, 18.208605 | 10098000190001 | Ladda upp en bild av detta fornminne      |
| Västerhejde 21:1  | Röse                             |              | Västerhejde, Gotland |       | 57.575214, 18.206606 | 10098000210001 | Ladda upp en bild av detta fornminne      |
| Västerhejde 21:2  | Röse                             |              | Västerhejde, Gotland |       | 57.574935, 18.206566 | 10098000210002 | Ladda upp en bild av detta fornminne      |
| Västerhejde 25:1  | Stensättning                     |              | Västerhejde, Gotland |       | 57.571082, 18.198999 | 10098000250001 | Ladda upp en bild av detta fornminne      |
| Västerhejde 26:1  | Husgrund, förhistorisk/medeltida |              | Västerhejde, Gotland |       | 57.569786, 18.197915 | 11000000003190 | Ladda upp en bild av detta fornminne      |
| Västerhejde 26:2  | Husgrund, förhistorisk/medeltida |              | Västerhejde, Gotland |       | 57.569754, 18.198519 | 11000000003191 | Ladda upp en bild av detta fornminne      |
| Västerhejde 26:3  | Husgrund, förhistorisk/medeltida |              | Västerhejde, Gotland |       | 57.569602, 18.199465 | 11000000003192 | Ladda upp en bild av detta fornminne      |
| Västerhejde 27:1  | Gravfält                         |              | Västerhejde, Gotland |       | 57.569383, 18.193090 | 10098000270001 | Ladda upp en bild av detta fornminne      |
| Västerhejde 28:1  | Hällristning                     |              | Västerhejde, Gotland |       | 57.574345, 18.210593 | 11100000001170 | Ladda upp en bild av detta fornminne      |
| Västerhejde 29:1  | Röse                             |              | Västerhejde, Gotland |       | 57.599756, 18.204713 | 10098000290001 | Ladda upp en bild av detta fornminne      |
| Västerhejde 30:1  | Gravfält                         |              | Västerhejde, Gotland |       | 57.599265, 18.208608 | 10098000300001 | Ladda upp en bild av detta fornminne      |
| Västerhejde 30:2  | Stensättning                     |              | Västerhejde, Gotland |       | 57.599059, 18.209617 | 10098000300002 | Ladda upp en bild av detta fornminne      |
| Västerhejde 31:1  | Stensättning                     |              | Västerhejde, Gotland |       | 57.592127, 18.202040 | 10098000310001 | Ladda upp en bild av detta fornminne      |
| Västerhejde 31:2  | Stensättning                     |              | Västerhejde, Gotland |       | 57.591840, 18.202739 | 10098000310002 | Ladda upp en bild av detta fornminne      |
| Västerhejde 32:1  | Gravfält                         |              | Västerhejde, Gotland |       | 57.594110, 18.207601 | 10098000320001 | Ladda upp en bild av detta fornminne      |
| Västerhejde 34:1  | Gravfält                         |              | Västerhejde, Gotland |       | 57.598023, 18.211659 | 10098000340001 | Ladda upp en bild av detta fornminne      |
| Västerhejde 35:1  | Gravfält                         |              | Västerhejde, Gotland |       | 57.606710, 18.235771 | 10098000350001 | Ladda upp en bild av detta fornminne      |
| Västerhejde 38:1  | Husgrund, förhistorisk/medeltida |              | Västerhejde, Gotland |       | 57.587964, 18.203553 | 11000000003204 | Ladda upp en bild av detta fornminne      |
| Västerhejde 38:2  | Husgrund, förhistorisk/medeltida |              | Västerhejde, Gotland |       | 57.588184, 18.203003 | 11000000003205 | Ladda upp en bild av detta fornminne      |
| Västerhejde 39:1  | Fornborg                         |              | Västerhejde, Gotland |       | 57.581001, 18.192063 | 10098000390001 | Ladda upp en bild av detta fornminne      |
| Västerhejde 40:1  | Grav- och boplatsområde          |              | Västerhejde, Gotland |       | 57.572612, 18.228141 | 10098000400001 | Ladda upp en bild av detta fornminne      |
| Västerhejde 41:1  | Husgrund, förhistorisk/medeltida |              | Västerhejde, Gotland |       | 57.583459, 18.245635 | 11000000003209 | Ladda upp en bild av detta fornminne      |
| Västerhejde 42:2  | Stensättning                     |              | Västerhejde, Gotland |       | 57.610095, 18.240296 | 10098000420002 | Ladda upp en bild av detta fornminne      |
| Västerhejde 47:1  | Gravfält                         |              | Västerhejde, Gotland |       | 57.574716, 18.241535 | 10098000470001 | Ladda upp en bild av detta fornminne      |
| Västerhejde 51:1  | Röse                             |              | Västerhejde, Gotland |       | 57.577026, 18.249351 | 10098000510001 | Ladda upp en bild av detta fornminne      |
| Västerhejde 52:1  | Stensättning                     |              | Västerhejde, Gotland |       | 57.565978, 18.242798 | 10098000520001 | Ladda upp en bild av detta fornminne      |
| Västerhejde 53:1  | Hällristning                     |              | Västerhejde, Gotland |       | 57.577550, 18.208077 | 11100000001455 | Ladda upp en bild av detta fornminne      |
| Västerhejde 56:1  | Stensättning                     |              | Västerhejde, Gotland |       | 57.572234, 18.156642 | 10098000560001 | Ladda upp en bild av detta fornminne      |
| Västerhejde 64:1  | Stensättning                     |              | Västerhejde, Gotland |       | 57.580595, 18.169327 | 10098000640001 | Ladda upp en bild av detta fornminne      |
| Västerhejde 64:2  | Stensättning                     |              | Västerhejde, Gotland |       | 57.580558, 18.169225 | 10098000640002 | Ladda upp en bild av detta fornminne      |
| Västerhejde 64:3  | Stensättning                     |              | Västerhejde, Gotland |       | 57.580732, 18.169353 | 10098000640003 | Ladda upp en bild av detta fornminne      |
| Västerhejde 65:1  | Röse                             |              | Västerhejde, Gotland |       | 57.573239, 18.190709 | 10098000650001 | Ladda upp en bild av detta fornminne      |
| Västerhejde 73:1  | Husgrund, förhistorisk/medeltida |              | Västerhejde, Gotland |       | 57.582750, 18.246422 | 11000000003214 | Ladda upp en bild av detta fornminne      |
| Västerhejde 75:1  | Gravfält                         |              | Västerhejde, Gotland |       | 57.582624, 18.260947 | 10098000750001 | Ladda upp en bild av detta fornminne      |
| Västerhejde 75:2  | Gravfält                         |              | Västerhejde, Gotland |       | 57.582484, 18.259114 | 10098000750002 | Ladda upp en bild av detta fornminne      |
| Västerhejde 76:1  | Röse                             |              | Västerhejde, Gotland |       | 57.609268, 18.242974 | 10098000760001 | Ladda upp en bild av detta fornminne      |
| Västerhejde 86:1  | Stensättning                     |              | Västerhejde, Gotland |       | 57.575559, 18.231106 | 10098000860001 | Ladda upp en bild av detta fornminne      |
| Västerhejde 97:1  | Runristning                      |              | Västerhejde, Gotland |       | 57.580666, 18.248245 | 10098000970001 | Ladda upp en till bild av detta fornminne |
| Västerhejde 99:1  | Gravfält                         |              | Västerhejde, Gotland |       | 57.583046, 18.292587 | 10098000990001 | Ladda upp en bild av detta fornminne      |
| Västerhejde 100:1 | Stensättning                     |              | Västerhejde, Gotland |       | 57.594369, 18.286317 | 10098001000001 | Ladda upp en bild av detta fornminne      |
| Västerhejde 102:1 | Stensättning                     |              | Västerhejde, Gotland |       | 57.594840, 18.288813 | 10098001020001 | Ladda upp en bild av detta fornminne      |
| Västerhejde 117:1 | Husgrund, förhistorisk/medeltida |              | Västerhejde, Gotland |       | 57.568499, 18.229066 | 10098001170001 | Ladda upp en bild av detta fornminne      |
| Västerhejde 117:2 | Husgrund, förhistorisk/medeltida |              | Västerhejde, Gotland |       | 57.568716, 18.228401 | 10098001170002 | Ladda upp en bild av detta fornminne      |
| Västerhejde 117:3 | Husgrund, förhistorisk/medeltida |              | Västerhejde, Gotland |       | 57.568526, 18.228012 | 10098001170003 | Ladda upp en bild av detta fornminne      |
| Västerhejde 117:4 | Husgrund, förhistorisk/medeltida |              | Västerhejde, Gotland |       | 57.568031, 18.229315 | 10098001170004 | Ladda upp en bild av detta fornminne      |
| Västerhejde 123   | Gravfält                         |              | Västerhejde, Gotland |       | 57.581802, 18.217039 | 12000000001371 | Ladda upp en bild av detta fornminne      |
| Stenkumla 114:1   | Röse                             |              | Västerhejde, Gotland |       | 57.558874, 18.244027 | 10096501140001 | Ladda upp en bild av detta fornminne      |
| Stenkumla 114:2   | Stensättning                     |              | Västerhejde, Gotland |       | 57.558928, 18.244206 | 10096501140002 | Ladda upp en bild av detta fornminne      |
| Stenkumla 115:1   | Stensättning                     |              | Västerhejde, Gotland |       | 57.558896, 18.244861 | 10096501150001 | Ladda upp en bild av detta fornminne      |
| Stenkumla 116:1   | Stensättning                     |              | Västerhejde, Gotland |       | 57.559009, 18.243238 | 10096501160001 | Ladda upp en bild av detta fornminne      |
| Stenkumla 117:1   | Röse                             |              | Västerhejde, Gotland |       | 57.559612, 18.242727 | 10096501170001 | Ladda upp en bild av detta fornminne      |
| Stenkumla 118:1   | Stensättning                     |              | Västerhejde, Gotland |       | 57.559983, 18.244078 | 10096501180001 | Ladda upp en bild av detta fornminne      |
| Stenkumla 120:1   | Stensättning                     |              | Västerhejde, Gotland |       | 57.560853, 18.244406 | 10096501200001 | Ladda upp en bild av detta fornminne      |
| Stenkumla 120:2   | Stensättning                     |              | Västerhejde, Gotland |       | 57.560703, 18.244689 | 10096501200002 | Ladda upp en bild av detta fornminne      |
| Stenkumla 120:3   | Stensättning                     |              | Västerhejde, Gotland |       | 57.560519, 18.244430 | 10096501200003 | Ladda upp en bild av detta fornminne      |
| Stenkumla 134:1   | Röse                             |              | Västerhejde, Gotland |       | 57.565551, 18.241382 | 10096501340001 | Ladda upp en bild av detta fornminne      |
| Stenkumla 135:1   | Röse                             |              | Västerhejde, Gotland |       | 57.564128, 18.241536 | 10096501350001 | Ladda upp en bild av detta fornminne      |
| Stenkumla 136:1   | Stensättning                     |              | Västerhejde, Gotland |       | 57.562819, 18.243773 | 10096501360001 | Ladda upp en bild av detta fornminne      |